# Saint-Bressou
Saint-Bressou là một xã thuộc tỉnh Lot tây nam Pháp. Xã có diện tích 10,03 km², dân số theo điều tra năm 1999 là 129 người. Khu vực này có độ cao trung bình 550 mét trên mực nước biển.